# Uruzgan FM
Uruzgan FM was een radiostation voor Nederlandse militairen die gelegerd waren in de Afghaanse provincies Uruzgan en Kandahar. Uruzgan FM was een initiatief van Radio Nederland Wereldomroep, 3FM en een aantal lokale omroepen, zoals Omroep Ede en Omroep Oirschot. Uruzgan FM werd gestart op 8 augustus 2006 en was op 30 juli 2010 voor het laatst te horen door het beëindigen van de militaire missie van Task Force Uruzgan.
Op Uruzgan FM werden de volgende programma's uitgezonden :
- Uruzgan FM (Verzoekplatenprogramma, op werkdagen tussen 16.00 en 17.00 uur Nederlandse tijd)
- Nieuwslijn (Dagelijks nieuwsprogramma van de Wereldomroep)

Als Uruzgan FM niet uitzond, werd het signaal van 3FM overgenomen. Uruzgan FM werd alleen uitgezonden op de militaire bases in Afghanistan, via internet en het verzoekplatenprogramma tevens via diverse lokale omroepen in de buurt van militaire bases in Nederland.

## Verloop
Van 8 augustus 2006 tot 1 april 2009 was de presentatie in handen van Annemieke Schollaardt.
Van 23 december 2006 tot en met 1 januari 2007 was het radioteam van Uruzgan FM ter plaatse op o.a. Kandahar Airfield en Tarin Kowt om de uitzending te verzorgen. De uitzendingen op 30 en 31 december 2006 en op 1 januari 2007 werden ter plaatse verzorgd door Eddy Zoëy en Tessel van der Lugt en werden tevens uitgezonden op 3FM.
Van 28 juli 2008 tot en met 6 augustus 2008 vertrok Annemieke Schollaardt met radioteam naar Kamp Holland in Uruzgan en Kandahar Airfield om daar ter plaatse de radio-uitzending te verzorgen. De band Jeremy's reisde eveneens mee voor het geven van concerten.
Van 1 april 2009 tot 30 december 2009 was de presentatie van Uruzgan FM in handen van Kristel van Eijk. Vanaf 30 december 2009 was Hanneke Eilander presentatrice.